# Луковисько
Луковисько (пол. Łukowisko) — село в Польщі, у гміні Мєндзижець-Підляський Більського повіту Люблінського воєводства. Населення — 264 особи (2011).

## Історія
У часи входження до складу Російської імперії належало до Радинського повіту Сідлецької губернії.
За даними етнографічної експедиції 1869—1870 років під керівництвом Павла Чубинського, у селі здебільшого проживали греко-католики, усе населення розмовляло українською мовою. 1862 року в селі зведено церкву.
У 1917—1918 роках у селі діяла українська школа, заснована 22 жовтня 1917 року, у якій навчалося 50 учнів, учитель — Я. Сергієнко.
Станом на 1921 рік село Луковисько належало до гміни Тлусьцець Білгорайського повіту Люблінського воєводства міжвоєнної Польщі.
За офіційним переписом населення Польщі 10 вересня 1921 року в селі Луковисько налічувалося 82 будинків та 408 мешканців, з них:
- 202 чоловіки та 206 жінок;
- 368 римо-католиків, 40 православних;
- 405 поляків, 3 українці;

У 1975—1998 роках село належало до Білопідляського воєводства.

## Населення
Демографічна структура станом на 31 березня 2011 року:
|          | Загалом | Допрацездатний вік | Працездатний вік | Постпрацездатний вік |
| -------- | ------- | ------------------ | ---------------- | -------------------- |
| Чоловіки | 138     | 35                 | 83               | 20                   |
| Жінки    | 126     | 25                 | 61               | 40                   |
| Разом    | 264     | 60                 | 144              | 60                   |

## Особистості

### Народилися
- Йосип Оксіюк (1894—1991) — український релігійний діяч, церковний історик, каноніст, богослов, патролог.
- Макарій Оксіюк (1884—1961) — церковний православний діяч, митрополит Варшавський і всієї Польщі.
- Петро Оксіюк (1896—1960) — український радянський ботанік, доктор біологічних наук, професор.